# Emate 300
Apple Newton Emate 300, i marknadsföringssyfte skrivet eMate, var en handdator som lanserades av datorföretaget Apple i november 1997. Försäljningen av Emate 300 avbröts tidigt åter därpå till följd av ett beslut av Steve Jobs att fokusera på Macintoshprodukter, som utgjorde företagets kärnprodukter.
En Emate 300 väger 1,8 kg, och har en 480 × 320 16 bitars svartvit skärm med grön bakgrundsbelysning. Projektnamnet för Ematen var "Schoolbook, Project K, Shay". Skärmen var, som på alla Newtonapparater, en mycket tidig pekskärm. Batteritiden hos Apple Newton Emate 300 var upp till 28 timmar..